# Wubana suprema
Wubana suprema är en spindelart som beskrevs av Chamberlin och Ivie 1936. Wubana suprema ingår i släktet Wubana och familjen täckvävarspindlar. Inga underarter finns listade i Catalogue of Life.